# Liste der Baudenkmäler in Aachen-Forst
Die Liste der Baudenkmäler in Aachen-Forst enthält die denkmalgeschützten Bauwerke auf dem Gebiet von Aachen-Forst, Stadtbezirk Mitte, in Nordrhein-Westfalen (Stand: 27. September 2016). Diese Baudenkmäler sind in der Denkmalliste der Stadt Aachen eingetragen; Grundlage für die Aufnahme ist das Denkmalschutzgesetz Nordrhein-Westfalen (DSchG NRW).

## Denkmäler
Diese Teilliste der Liste der Baudenkmäler in Aachen umfasst alphabetisch nach Straßennamen sortiert die Baudenkmäler auf dem Gebiet der 1906 nach Aachen eingemeindeten Gemeinde Forst, der heutigen Aachener Gemarkung Forst. Der 1972 dem Stadtbezirk Kornelimünster/Walheim zugeordnete Ortsteil Grüne Eiche der Gemarkung Forst findet sich in der Liste der Baudenkmäler in Aachen-Walheim, kleinere Teile nordwestlich des Bahnhofs Rothe Erde in der Liste der Baudenkmäler im Frankenberger Viertel.
| Bild                                | Bezeichnung                         | Lage                                       | Beschreibung | Bauzeit           | Eingetragen seit | Denkmal- nummer |
| ----------------------------------- | ----------------------------------- | ------------------------------------------ | --- | ----------------- | ---------------- | --------------- |
| Wohnhaus                            | Wohnhaus                            | Altstraße 118 Karte                        | Fachwerk-Giebelhaus mit vorkragendem Obergeschoss auf altem Kern, Anbauten jüngeren Datums | 17. Jh./19. Jh.   |                  |                 |
| weitere Bilder                      | Ev. Auferstehungskirche             | Am Kupferofen 19–21 Karte                  | Moderner weiß geschlämmter Kirchenbau nach Plänen von Gerhard Langmaack, separater viereckiger und 38 Meter hoher Glockenturm | 1962/1963         | 2019             | 3635            |
| Wohnhaus (Teile)                    | Wohnhaus (Teile)                    | An der Krautmühle                          | Teil der ehem. Grünenthalsmühle; Ersterwähnung 1460 als „Felzmühle“, 1574 Kupfermühle, 18. Jh. Walkmühle, 19. Jh. zunächst Spinn- und anschließend wiederum Walkmühle, 1875 Einbau einer Dampfmaschine, danach Teil einer Tuchfabrik, 1960er Jahre stillgelegt | 18./19. Jh.       |                  |                 |
| weitere Bilder                      | Fabrik- und Wirtschaftsgebäude      | Drosselweg 87 (Teile) Karte                | ursprünglich Vorburg der Burg Schönforst, die Mitte 19. verfiel, umgebaut zur Tuchfabrik Niessen; von 1941 bis 1944 Judenhaus; vierflügelige Anlage aus Bruchstein, Fenstergewände zum Teil aus Blaustein und Backstein | Mitte 19. jh.     |                  |                 |
| Wohnhaus                            | Wohnhaus                            | Goldberg 6 Karte                           | ehemalige Kaplanei; zweigeschossiger Backsteinbau, Gewände teilweise in Blaustein | Ende 18. Jh.      |                  |                 |
| „Gut Pforte“                        | „Gut Pforte“                        | Hitfelder Straße 63 Karte                  | ehemals wasserumwehrter dreiflügeliger weiß geschlämmter Hof in Bruchstein und Backstein; zweigeschossiges Wohnhaus, außen vier Achsen mit Kreuzstockfenstern, zum Hof hin teilweise Fachwerk; Hof geschlossen und mit Toreinfahrt mit Keilstein und Jahreszahl 1637 versehen. | 1637              |                  |                 |
| „Gut Grünau“                        | „Gut Grünau“                        | Hitfelder Straße 64 Karte                  | dreiflügeliger Hof in Backstein, z. Teil geschlämmt; Hof durch Mauer mit Tordurchfahrt geschlossen | 18. Jh.           |                  |                 |
| Wohnhaus                            | Wohnhaus                            | Hitfelder Straße 70 (Teile) Karte          | Backstein-Winkelhof mit Türgewände und Fensterbänke aus Blaustein; Wirtschaftsgebäude im Kern älter | 19. Jh.           |                  |                 |
| weitere Bilder                      | Büro- und Verwaltungsgebäude        | Hüttenstraße 1 Karte                       | ehemaliges Verwaltungsgebäude des Hüttenwerks Rothe Erde, später des Reifenherstellers Englebert; langgestreckter, zweigeschossiger Backsteinbau mit drei turmartigen Überhöhungen seitlich und zu beiden Seiten des vierachsigen Mittelstücks; Mittel- und Ostturm aus 1878, Westturm aus 1912 | 1878/1912         |                  |                 |
| Wohnhäuser                          | Wohnhäuser                          | Hüttenstraße 80, 82, 84, 86, 88 Karte      | Restbauten einer Arbeitersiedlung, Häuserreihe aus Backstein, Mittelhaus durch Treppengiebel betont, | 1889              |                  |                 |
| weitere Bilder                      | Kath. Pfarrkirche St. Barbara       | Hüttenstraße Karte                         | Neugotische dreischiffige Backstein-Hallenkirche mit Dachreiter, erbaut als Pfarrkirche für die Hüttenarbeiter; Grundsteinlegung 1900, Einweihung 1901, Teilzerstört 1944, Wiederherstellung 1957, Restaurierung 1974/1975, Profaniert 2019 | 1900              |                  |                 |
| Wohnhaus                            | Wohnhaus                            | Kirchstraße 61                             | Das um 1680 erbaute zweigeschossige Backsteinhaus mit Holzblockrahmen neben der Forster Linde diente bis zum Jahre 1798 als Schöffenhaus dem Gericht und der Verwaltung des Amtes Schönforst (heute Aachen-Forst). Im Innern befanden sich die Gerichtsstube, zwei Kerkerzellen und die Wohnung des Gerichtsboten. Später beherbergte es die erste Forster Volksschule, heute Jugendtreff. | um 1680           |                  |                 |
| weitere Bilder                      | Kath. Pfarrkirche St. Katharina     | Kirchstraße Karte                          | älteste Erwähnung im 14. Jh., 1787 Neubau einer barocken Pfarrkirche, 1866/67 Neubau Chor und Querschiff (Architekt: Julius Busch); 1889/1890 Neubau Langhaus und Westturm im neoromanischen Stil; dreischiffige Backsteinbasilika mit Querschiff und Westturm, zugehörig alter Forster Friedhof. | 1867/1890         |                  |                 |
| Wohnhäuser                          | Wohnhäuser                          | Krautmühlenweg 4, 4d, 4e und 6b Karte      | ehemalige „Krautmühle“; erste urkdl. Erwähnung 1231; 17. Jh. Korn- und Kupfermühle; 1803 Walkmühle, danach Nadelschauermühle; 1914 Farbholzmühle und Kunstwollfabrik. Ehemaliges Fabrikgebäude mit Kamin in Backstein und Jahreszahl 1854 auf Eisenankern. | um 1539           |                  |                 |
| „Villa Heidenthal“                  | „Villa Heidenthal“                  | Krautmühlenweg 9 Karte                     | verputzte Villa mit Wintergarten und Turm; Schmuckformen in Neorenaissance | Ende 19. Jh.      |                  |                 |
| Schmiedeeisernes Tor                | Schmiedeeisernes Tor                | Krautmühlenweg Karte                       | Schmiedeeisernes Tor mit seitlichen Mauerpfeilern der ehemaligen Krautmühle |                   |                  |                 |
| Wohnhaus                            | Wohnhaus                            | Lintertstraße 18 (Teile) Karte             | Turmartige Einfahrtsgebäude zum „Gut Schönthal“ | 19. Jh.           |                  |                 |
| „Gut Schönthal“                     | „Gut Schönthal“                     | Lintertstraße 22 (Teile) Karte             | ehemaliges Majorat der Freiherren-Familie Carl von Nellessen; einst vierflügeliger Backsteinhof mit Blausteingewänden, massive Kriegszerstörungen, erhalten sind lediglich Teile des nordwestlichen Scheunen-Flügels und die Zufahrts-Torbauten, Rest sind Neubauten; Wappenstein der Familie Thiens-Boots, datiert mit 1640, und der Familie Nellessen im Neubau des Pachthofes eingemauert. | 19. Jh.           |                  |                 |
| Wohnhaus (Teile)                    | Wohnhaus (Teile)                    | Lintertstraße 32 Karte                     | Einfahrtsgebäude zum Gut Schönthal | 19. Jh.           |                  |                 |
| „Galgenpley“                        | „Galgenpley“                        | Lintertstraße 83 (Teile) Karte             | offene vierflügelige Hofanlage in Backstein mit giebelständigem, zweigeschossigem, weiß geschlämmtem Wohnhaus; Wirtschaftsgebäude aus der 2. Hälfte des 19. Jh., z. T. komplett erneuert | 1. Hälfte 19. Jh. |                  |                 |
| Zugangsbauwerk zum „Eicher Stollen“ | Zugangsbauwerk zum „Eicher Stollen“ | Lintertstraße 121 Karte                    | im neugotischen Stil errichtetes, mit Zinnenkranz und Ecktürmchen burgartig wirkendes Backsteinbauwerk | 1880              |                  |                 |
| Wohnhäuser                          | Wohnhäuser                          | Lintertstraße 185, 187 Karte               | Bruchstein-Winkelhof; Wohnhaus giebelständig, Türgewände und Fensterbänke in Blaustein, sonst Backsteingewände; Schlussstein mit Jahreszahl 1810 und IHS-Zeichen bei Umbaumaßnahmen wiederverwendet | 18./19. Jh.       |                  |                 |
| Kapelle St. Josef                   | Kapelle St. Josef                   | Lintertweg Karte                           | neugotische Backsteinkapelle mit Querhaus und polygonalem Chor | 1908/1909         |                  |                 |
| Aussegnungshalle Friedhof Lintert   | Aussegnungshalle Friedhof Lintert   | Lintertweg Karte                           | Moderne Aussegnungshalle inklusive Nebengebäude, Architekt: Bernd Metzmacher | 1954              |                  |                 |
| Pfarrkirche St. Bonifatius          | Pfarrkirche St. Bonifatius          | Mataréstraße Karte                         | moderner kubischer Kirchenbau in Stahlbeton, Backstein und Glas, Architekt: Rudolf Schwarz | 1964              |                  |                 |
| Wohnhäuser                          | Wohnhäuser                          | Obere Drimbornstraße 8, 10 und 12 Karte    | ehemalige Bruchsteinscheune, Teil der früheren „Krautmühle“; Mitteltrakt mit zugebautem Torbogen, darüber Wappen der Äbtissin Johanna Theodora Theresia Freifrau von und zu Hamm († 1775) der Reichsabtei Burtscheid und Jahreszahl 1760 im Torschlussstein. 2005 grundlegend saniert und zu Wohnzwecken umgebaut. | 1760              |                  |                 |
| Wohnhaus                            | Wohnhaus                            | Obere Drimbornstraße 46 Karte              | von Hermann Isaak von Außen errichtetes Freilichtmuseum, später Gaststätte, heute (2022) Kindergarten; eingeschossiges Bruchsteinhaus, Fenster mit neueren, spitz zulaufenden Holzgewänden, Walmdach romanische Spoilen, zwei Wetterfahnen mit den Jahreszahlen 1777 und 1871, Anbauten 20. Jh. | 1777/1871         |                  |                 |
| Fabrikgebäude                       | Fabrikgebäude                       | Philipsstraße 2 Karte                      | Ehemalige Reparaturwerkstatt der „Hütte Rothe Erde“; später Fabrikgebäude „Stahlbau Strang & Co“; heute Eventlocation (Schrittmacher Festival, u. a); langgestreckter, in Backstein errichteter zweigeschossiger Hallenbau mit dreigeschossigem Kopfende; heute Büro- und Veranstaltungsräume | Ende 19. Jh.      |                  |                 |
| Wohnhaus                            | Wohnhaus                            | Reichsweg 18 Karte                         | Viergeschossiges Eckhaus mit Mansarddach; 4:9 Achens mit einer Eckachse, zweite und dritte Achse der kürzeren Seite sowie vierte und fünfte Achse der Langseite zur Düppelstraße jeweils mit zweigeschossigem Erker betont; jeweils darüber Obergeschoss mit Balkon und Rundgiebel | Anfang 20. Jh.    |                  |                 |
| Bürohaus                            | Bürohaus                            | Reichsweg 30 Karte                         | Teil der ehemaligen Rheinischen Nadelfabriken AG, heute umgebaut zum „Haus der Identität und Integration“; Architekt: Josef Pirlet; erbaut in Stahlbetonskelett-Bauweise, In 13 Dreier-Achsen gegliederter Putzbau mit turmartig überhöhter Treppenhausachse, Front in neoklassizistischem Stil; Halbrundbogen-Fenster mit Schlusssteinen im Sockelgeschoss, 5-achsiger Mittelrisalit mit pilasterartiger Gliederung sowie Attikageschoss und Mansarddach                                                                   | 1922–1925         |                  |                 |
| Stellwerk                           | Stellwerk                           | Stellwerk Rangierbahnhof Aachen-Rothe Erde | in Auftrag gegeben von der Aachener Industriebahn | 1875              |                  |                 |
| Gebäude                             | Gebäude                             | Trierer Platz Karte                        | Transformatoren-Station |                   |                  | 3650            |
| Gebäude                             | Gebäude                             | Trierer Straße / Ecke Schönforststr. Karte | Transformatoren-Station |                   |                  | 3651            |
| Wohnhäuser                          | Wohnhäuser                          | Trierer Straße 22–24, 26, 28 Karte         | Backstein-Häusergruppe mit Werksteingewänden, Haus-Nummer 28 mit Blausteingewänden | 2. Hälfte 19. Jh. |                  |                 |
| Wohnhaus                            | Wohnhaus                            | Trierer Straße 67 Karte                    | ehemaliges Rathaus im Jugendstil, diente zugleich auch als Polizeiwache mit Zellen und Wohnungen; dreigeschossiger und vierachsiger Bau, linke Achse mit geschwungenem Giebel, zweite Achse rechts mit zweigeschossigem Erker und Türmchen, neugotische und neorenaissance-Schmuckformen | kurz vor 1906     |                  |                 |
| „Haus Ruh“                          | „Haus Ruh“                          | Trierer Straße 368 Karte                   | Zweigeschossige herrschaftliche Villa von burgartigem Charakter mit Wohnturm; Giebel zum Teil in Fachwerk | Ende 19. Jh.      |                  |                 |
| Lützowkaserne                       | Lützowkaserne                       | Trierer Straße 445 Karte                   | eingerichtet im Rahmen der Remilitarisierung des Rheinlandes. Komplex besteht aus elf zweigeschossigen Backsteingebäuden mit flachgeneigtem Walmdach, hochrechteckigen Fenstern mit Kunststeineinfassung und teilweise halbrunden Treppentürmen. Monumentale Kaserneneinfahrt durch Säulen vom Fußgängerdurchgang getrennt, gequaderte Einfassungen und Gebäudeecken, Eckturm mit Pyramidendach am Stabsgebäude. Begrenzungsmauer an Einfahrt mit Sandsteinrelief „Fünf reitende Lützower Jäger“ von Carl Moritz Schreiner. | 1939              |                  |                 |
| Gebäude                             | Gebäude                             | Weißenburger Straße 18–22 Karte            | Wohnblocks erbaut im Auftrag der Deutschen Reichsbahn nach Plänen von Martin Kießling | um 1925           |                  |                 |